# Enchanter
Enchanter (englisch für „Zauberer“) ist ein Fantasy-Computerspiel des US-amerikanischen Spieleentwicklers Infocom aus dem Jahr 1983. Das Textadventure spielt im Zork-Universum und sollte ursprünglich als Zork IV auf den Markt kommen. Es ist der erste Teil der Enchanter-Trilogie. Die anderen beiden Teile sind Sorcerer (1984) und Spellbreaker (1985).

## Handlung
Der böse Hexenmeister Krill verbreitet Chaos und Zerstörung. Der „Circle of Enchanters“ (deutsch: Zirkel der Zauberer) getraut sich nicht, ihm Einhalt zu gebieten. In der Hoffnung, dass Krill ihn nicht wahrnehmen oder zumindest nicht als Bedrohung einschätzen würde, wird ein Zauberei-Anfänger (der Spieler) ausgesandt, um Krill zu stoppen. Im Verlauf des Spiels, in dem er das Schloss des Hexenmeisters aufsuchen und diesen dort stellen muss, steigern sich die Fähigkeiten des Spielers als Zauberer, dadurch allerdings auch die Bedrohung durch Krill.

## Spielprinzip und Technik
Enchanter ist ein Textadventure, das heißt, es gibt keinerlei grafische Elemente. Umgebung und Geschehnisse werden als Bildschirmtext aus- und die Handlungen des Spielers ebenfalls als Text über die Tastatur eingegeben. Der Parser des Spiels versteht über 700 Wörter, was Enchanter zum Zeitpunkt des Erscheinens zu einem der technisch fortgeschrittensten Textadventures machte. Das Spiel enthält 74 Räume und 33 Objekte. Um seiner Kräfte nicht verlustig zu gehen, muss der Spieler während des Spiels essen, trinken und schlafen.

### Magiesystem
Das System der Zaubersprüche beruht teilweise auf der Erdsee-Saga von Ursula K. LeGuin und teilweise auf dem vancianischen System des Rollenspiel-Regelwerks Dungeons & Dragons. Wie bei Vance müssen Zaubersprüche erst im Gedächtnis "gespeichert" werden, bevor sie genutzt werden können, und wie bei LeGuin wird ein Zauberspruch durch einen Nonsensbegriff repräsentiert. Dieser Begriff kann dann im Spiel als Verb genutzt werden. Beispielsweise bringt der Zauberspruch "FROTZ" Objekte zum Leuchten; die Eingabe >FROTZ BOOK bringt entsprechend ein Buch zum Leuchten. Dieses Magiesystem, das sich durch alle drei Spiele der Enchanter-Trilogie zieht und in abgewandelter Form auch in den Nachfolgespielen Beyond Zork und Zork Zero Anwendung findet, deutet sich erstmals in Zork II an, wo gegen Ende mit Hilfe eines Zauberstabs Magie ausgeübt werden kann. Der Spieler kann in Enchanter lediglich sechs Zaubersprüche gleichzeitig im Gedächtnis haben. Einige Zaubersprüche sind so kompliziert, dass sie nicht im Zauberbuch abgespeichert und nur ein Mal genutzt werden können. Durch die erlernten Zaubersprüche wird der Spieler nach und nach mächtiger und kann tiefer in die Spielwelt eingreifen als zuvor.
Zu Beginn des Spiels verfügt der Spieler über vier Zaubersprüche:
| Spruch | Wirkung                                              |
| ------ | ---------------------------------------------------- |
| BLORB  | Schützt das Zielobjekt vor Zerstörung.               |
| FROTZ  | Bringt Zielobjekt zum Leuchten.                      |
| GNUSTO | Überträgt neue, entdeckte Sprüche in das Zauberbuch. |
| NITFOL | Ermöglicht Kommunikation mit Tieren.                 |

## Produktionsnotizen

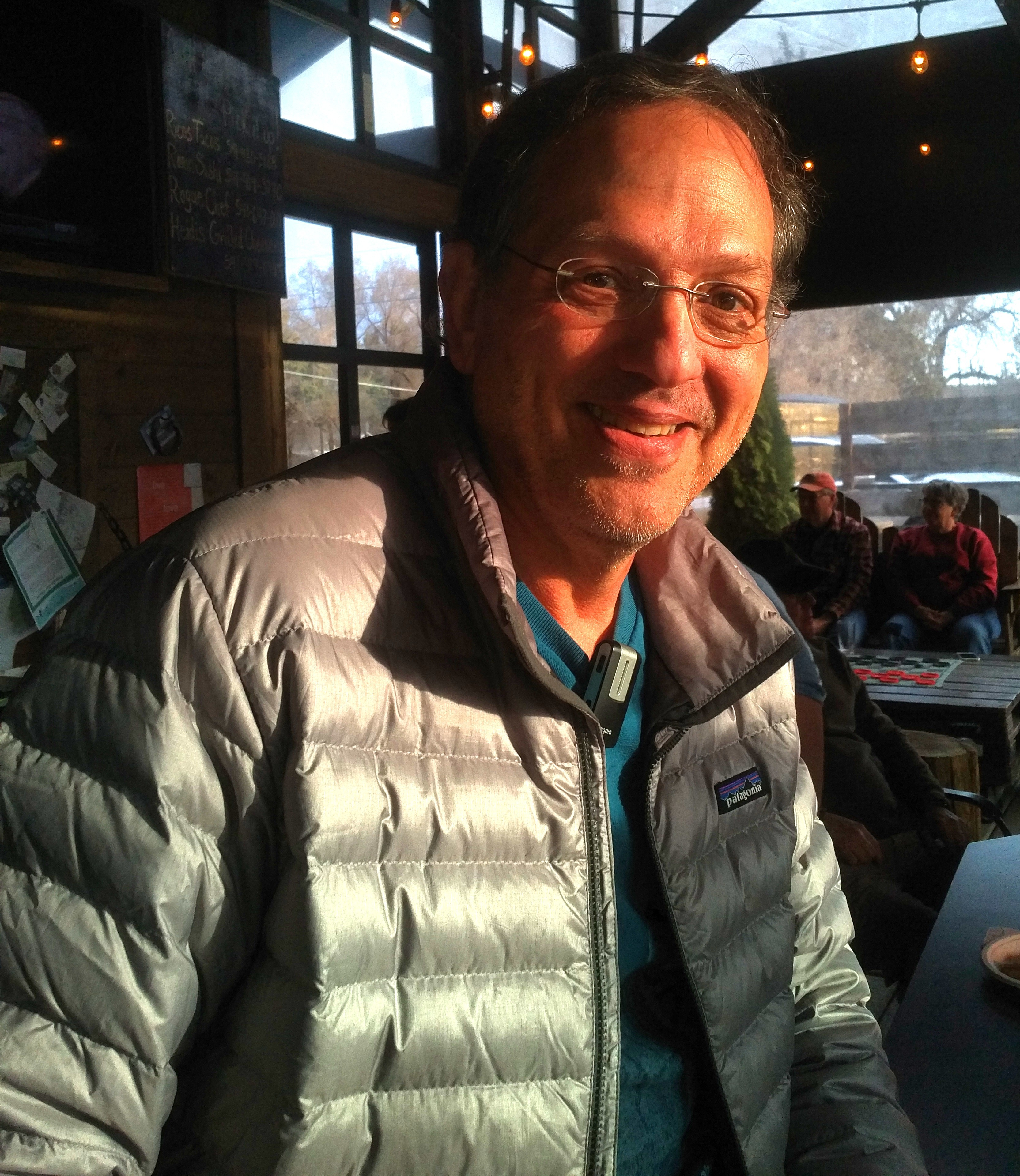
Marc Blank (2018)

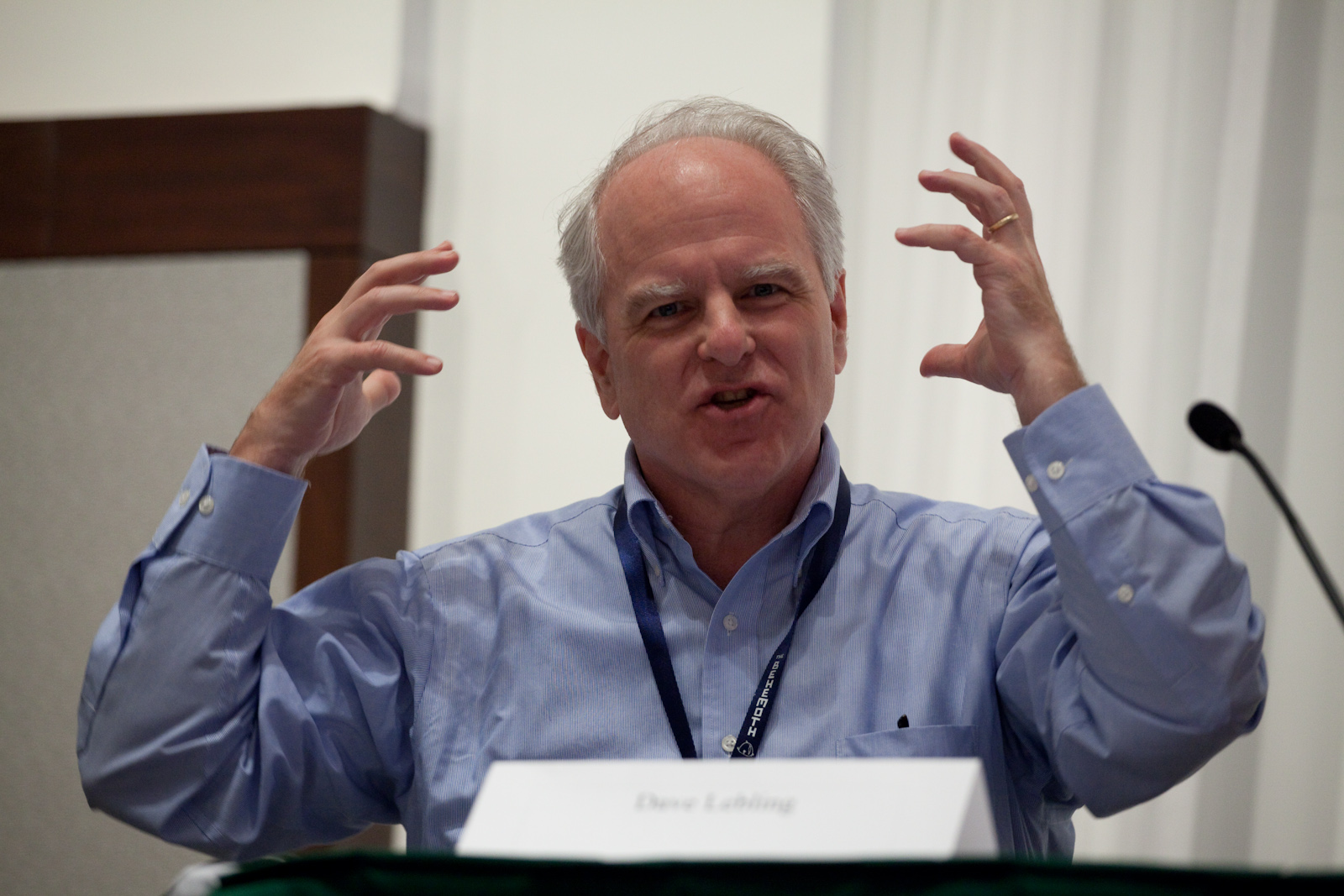
Dave Lebling (2010)

Autor Dave Lebling, der zuvor am ersten Infocom-Spiel Zork mitgewirkt und das Science-Fiction-Spiel Starcross geschrieben hatte, bezeichnete die Erdsee-Saga von Ursula K. LeGuin als Inspiration für Enchanter. Die Entwicklung des Spiels dauerte etwa neun Monate. Noch während der Entwicklung meldete Planetfall-Autor Steve Meretzky Interesse an, einen Nachfolger zu Enchanter zu schreiben – das Ergebnis war Sorcerer.
Neben dem Spiel enthielten die frühen Veröffentlichungen von Enchanter ein gedrucktes, fiktives Essay „A Brief History of Magic“ sowie eine auf alt getrimmte Schriftrolle mit Siegel (aus Gummi). Der Roman Enchanter von Robin Wayne Bailey hat eine vergleichbare Handlung und spielt im gleichen Universum wie das Computerspiel, beinhaltet aber gänzlich andere Charaktere. Frotz, ein Z-machine-Emulator, hat seinem Namen von einem der Zaubersprüche aus Enchanter.
1993 wurde Enchanter von SystemSoft für das in Japan populäre PC-98-System portiert. Dabei wurden umfangreiche technische Ergänzungen vorgenommen. Nebst einer Übersetzung in Katakana wurde ein grafisches Interface installiert, das benutzbare Verben und Objekte vorgibt, die mit der Maus angeklickt werden können. Außerdem sind die Räumlichkeiten des Spiels mit monochromen Grafiken hinterlegt.
2019 wurde der Quelltext des Spiels auf dem Software-Entwicklungs-Repository GitHub veröffentlicht.

## Rezeption
Das Creative-Computing-Magazin bezeichnete Enchanter als „Rückkehr zu den zorkischen Dungeons-&-Dragons-Formeln“ und lobte, dass Infocom nach Ausflügen in die Genres Science Fiction und Krimi wieder zu seinen Fantasy-Wurzeln zurückgefunden habe. Das Spiel habe außerdem einen ausgeprägten Sinn für Humor. Das Magazin kritisierte die genreimmanente Tendenz zu toten Punkten, an denen der Spieler nicht mehr weiter weiß und auf externe Hilfestellung angewiesen ist. Das Magazin regte ein spielinternes Hilfesystem an, das Infocom in späteren Spielen in der Tat umsetzte. Die Zeitschrift Computer Gaming World lobte den "großartigen Parser", "exzellente textliche Beschreibungen", "fesselnde Puzzles" und eine "schlüssige Geschichte". Das Magazin merkte an, dass das Spiel über Stellen verfüge, an denen falsche Handlungen den Spieler in die Situation bringen, das Spiel nicht mehr lösen zu können.
Nick Montfort, Professor für digitale Medien am MIT, urteilte, dass Spellbreaker von Infocom-Fans als bestes Spiel der Enchanter-Trilogie betrachtet werde.